# Blienschwiller

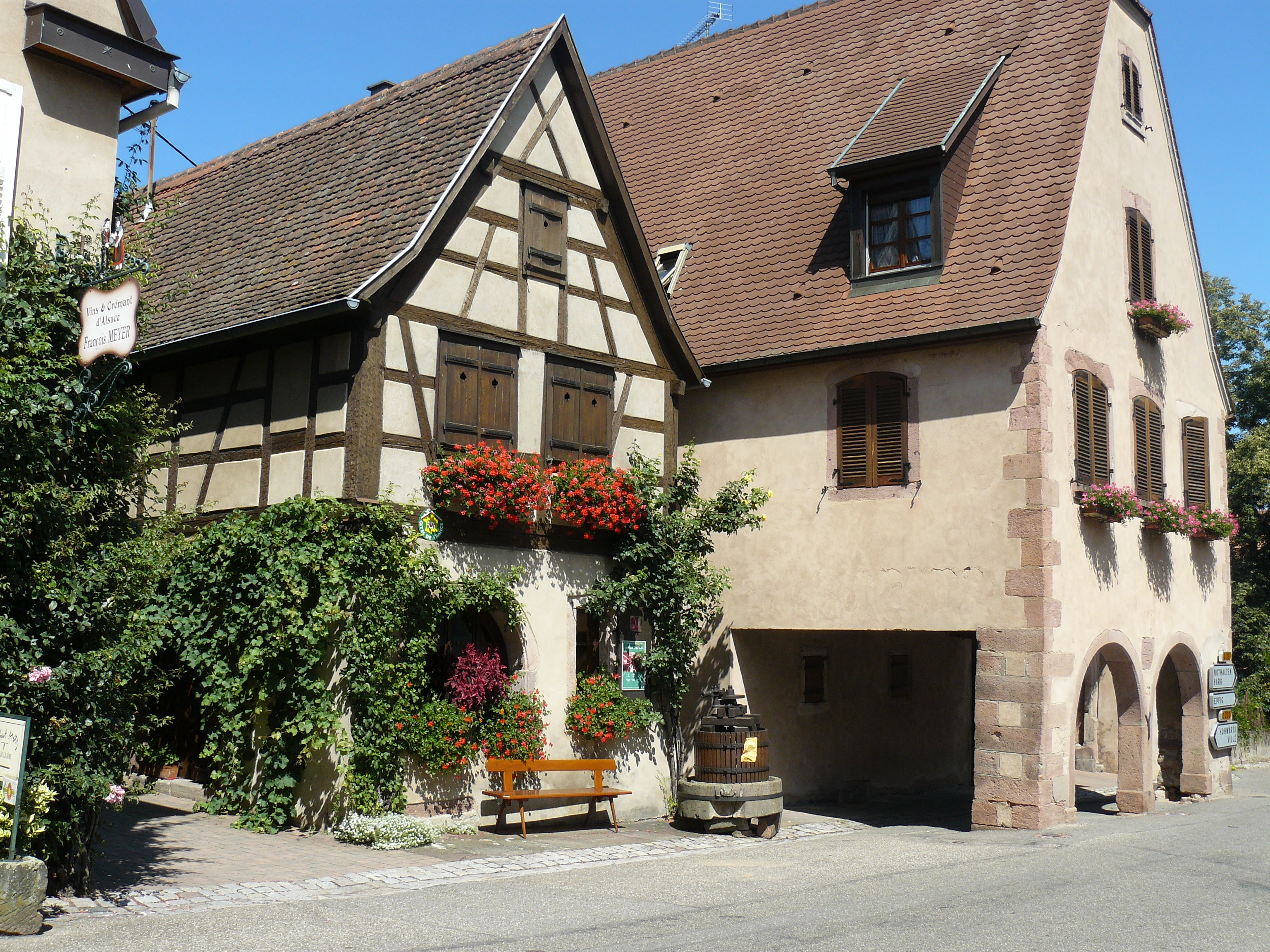
Fachwerkhaus von 1759 und „Metzig“ aus dem 17. Jahrhundert

Blienschwiller (deutsch Blienschweiler) ist ein Haufendorf und eine französische Gemeinde mit 308 Einwohnern (Stand 1. Januar 2021) im Département Bas-Rhin in der Region Grand Est (bis 2015 Elsass).
Der Ort liegt am östlichen Rand der Nordvogesen. Durch die Dorfmitte verläuft die Départementsstraße D 35, die hier ein Teilstück der Elsässer Weinstraße ist. Der dominierende Wirtschaftszweig ist die Landwirtschaft mit Acker- und Weinbau. Die Weinlage Winzenberg ist eine Alsace-Grand-Cru-Lage.

## Geschichte
In einem Tauschvertrag von 823, den Kaiser Ludwig der Fromme beurkundete, erscheint auch Blienschweiler als Plianungonwilare (Regesta Imperii I,773).
Von 1871 bis zum Ende des Ersten Weltkrieges gehörte Blienschweiler als Teil des Reichslandes Elsaß-Lothringen zum Deutschen Reich und war dem Kreis Schlettstadt im Bezirk Unterelsaß zugeordnet.

## Wappen
Wappenbeschreibung: In Blau ein schrägrechter goldener Balken.

## Bevölkerungsentwicklung
| Jahr      | 1910 | 1962 | 1968 | 1975 | 1982 | 1990 | 1999 | 2007 | 2017 |
| Einwohner | 509  | 344  | 365  | 350  | 304  | 292  | 288  | 306  | 321  |

## Sehenswürdigkeiten
- Kirche Sts-Innocents mit Turm aus dem 13. Jahrhundert.
- Kapelle St-Érasme, vermutlich aus dem 13. Jahrhundert